# 35 Leukothea
A 35 Leukothea a Naprendszer kisbolygóövében található aszteroida. Karl Theodor Robert Luther fedezte fel 1855. április 19-én.